# Værs'go, et stykke med sømand!
Værs'go, et stykke med sømand! (russisk: Полосатый рейс) er en sovjetisk spillefilm fra 1961 af Vladimir Fetin.

## Medvirkende
- Aleksej Gribov som Vasilij Vasilyevitj
- Ivan Dmitrijev som Oleg Petrovitj
- Margarita Nazarova som Marianna Andrejevna
- Jevgenij Leonov som Gleb Saveljevitj Sjulejkin
- Vladimir Belokurov som Aleksej Stepanovitj